# Nealcidion sexnotatum
Nealcidion sexnotatum là một loài bọ cánh cứng trong họ Cerambycidae.